# L'École des cadavres
L’École des cadavres est le troisième des quatre pamphlets de l’écrivain Louis-Ferdinand Céline.

## Historique
L’École des cadavres est édité en 1938 aux Éditions Denoël.
Le 10 mai 1939, Céline et son éditeur Robert Denoël décident de le retirer de la vente, bien que le décret-loi Marchandeau ne les vise pas directement. Il est republié pendant l'occupation en 1941 et 1942.
L’ouvrage, comme d'ailleurs d'autres pamphlets antisémites de Céline, Les Beaux Draps de 1941 et Bagatelles pour un massacre de 1937, est aujourd’hui introuvable en France, excepté en bibliothèque. Lucette Destouches, veuve de l’écrivain, s’oppose à toute réédition, tenant à respecter la volonté de Céline qui ne voulait pas que ces textes fussent republiés après 1945. Ils font toutefois l'objet d'une édition critique au Canada (éditions 8) et en 2017, Gallimard annonce dans un premier temps qu'il le rééditera en mai 2018, après accord de Lucette Destouches. L'éditeur fait par la suite marche arrière, estimant « que les conditions méthodologiques et mémorielles ne sont pas réunies pour l'envisager sereinement ».

## Résumé
L’auteur se promène « le long du halage entre la Jatte et Courbevoie ». Une sirène bouseuse l’interpelle. Ils se disputent. La sirène replonge dans l’eau, une fange pleine de bulles. Sans transition, l’auteur nous entretient de ses soucis présents. Il a reçu une lettre À Céline le dégueulasse où un lecteur de son précédent pamphlet (Bagatelles...), qui signe « Salvador, Juif », lui annonce crûment la manière dont il a apprécié l'ouvrage.
S’ensuit, pendant tout le reste de l’ouvrage (page 20 à 305), une diatribe où l’auteur explique avec de nombreux détails (à sa façon) que le monde entier est « enjuivé » et que de là viennent toutes les guerres passées et à venir, tous les maux actuels de l’époque. La solution, pour Céline, repose sur un rapprochement entre une France débarrassée de la démocratie parlementaire, de ses Juifs et Francs-maçons, et l'Allemagne nazie.
Céline s'enorgueillit dans la préface de la réédition de l'ouvrage en 1942, d'avoir écrit « sous Daladier » le seul texte à l'époque « antisémite, raciste, collaborateur (avant le mot) ».

## Les éditions
L’édition de 1938 comporte quatre photographies :
- le premier commissariat du peuple U.R.S.S. 1918 avec la mention de l’auteur « Tous juifs (mordez le petit militaire Guépéou à gauche de la tribune - Photo interdite en U.R.S.S. sous peine de mort) » ;
- Français d’aujourd'hui (« Optimistes ») ;
- Français de demain (« Définitivement militarisé. Tout à fait judaïsé, négrifié, moins optimiste ») ;
- John Bull 1938 (« La Haute Angleterre dirigeante - optimiste - Frontière sur le Rhin »).

L'édition de 1942 comporte 11 photographies de plus et les 6 pages supprimées par Robert Denoël en 1938.